# Lígia (brano musicale)
Lígia  è una canzone composta nel 1972 da Antônio Carlos Jobim e dedicata a Lygia Marina de Moraes.

## Storia e significato
Il protagonista ha paura che dopo un primo appuntamento romantico possa accadere che uno solo tra i due si innamori perdutamente, e non venga corrisposto. Perciò combatte contro l’amore una battaglia che non può vincere. 

## Discografia
- Chico Buarque - Sinal Fechado (LP, 1974)